# Necton

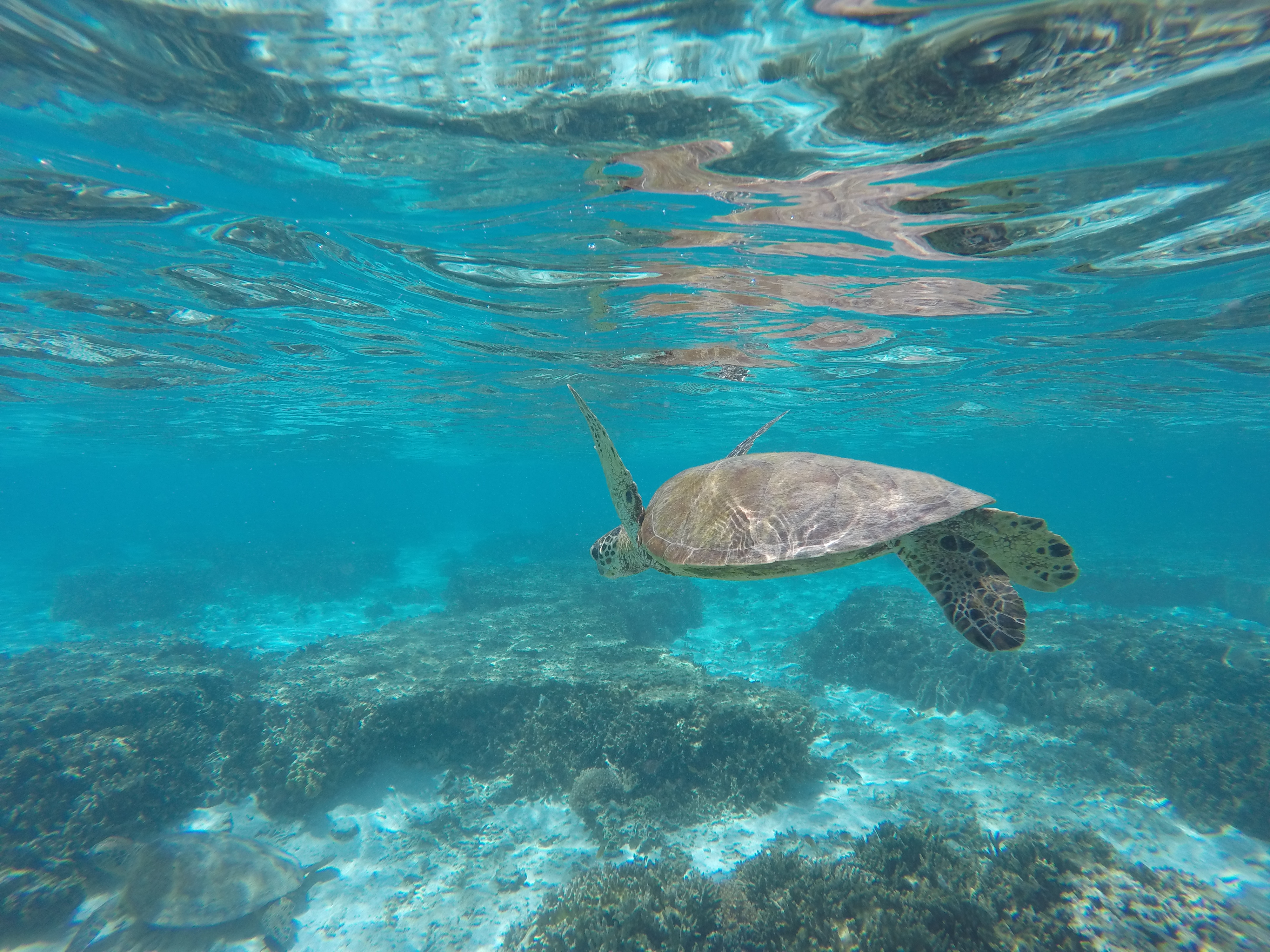
Tortuga nadando sobre un arrecife de coral.

En ecología y paleoecología, el nombre colectivo necton se aplica al conjunto de los organismos que nadan activamente en las áreas acuáticas. El concepto se aplica por igual tanto a los sistemas de agua dulce como a los oceánicos.
El concepto contrasta con otros alternativos como plancton (organismos que viven en suspensión y se trasladan pasivamente), bentos (organismos que viven en el fondo, ya sean móviles o inmóviles), o neuston (organismos que viven en la interfase agua/aire).
No se consideran parte del necton, sino del plancton, los numerosos organismos microscópicos o casi microscópicos que son capaces de un movimiento autónomo, pero cuyo desplazamiento viene determinado más por la corriente del agua que los envuelve que por su propia actividad. Para sustraerse a esa dependencia, un organismo debe ser suficientemente grande (del orden de 1 cm al menos) y nadar activamente, lo que solo es cierto entre los animales. En los océanos, los componentes más significativos del necton son los peces y los calamares. También encajan en el concepto los vertebrados tetrápodos secundariamente adaptados a la vida acuática, como los cetáceos, ciertas tortugas o los cocodrilos.